# Colpix Records
Colpix Records ist der Name einer US-amerikanischen Schallplattenfirma die von 1958 bis 1966 aktiv war.

## Geschichte
Colpix Records wurde 1958 von Jonie Taps und Harry Cohn unter dem Dach von Columbia Pictures in New York gegründet. Der Name Colpix ist eine Assoziation auf die Anfangsbuchstaben der Muttergesellschaft „Col – Pic“. Erster Firmenleiter wurde Paul Wexler, während Stu Phillips das Management übernahm. Es bestand eine enge Kooperation zwischen Columbias Donna Reed Show und Colpix. Viele Sänger, die in der Show auftraten, wie z. B. Shelley Fabares, hatten gleichzeitig einen Plattenvertrag bei Colpix. Dasselbe gilt für Schauspieler, die einen Filmvertrag mit Columbia hatten und gleichzeitig Schallplatten bei Colpix veröffentlichten.
Zu ihnen gehört James Darren, der neben seinen Filmrollen zu den meist produzierten Interpreten bei Colpix zählt. James Darren war nicht nur der meist produzierte Sänger bei Colpix, er steuerte auch mit sieben Titeln die meisten Erfolg in den Billbord-Hot 100 bei. In der Erfolgsbilanz folgt ihm der singende Schauspieler Paul Petersen, der es auf sechs Notierungen in den Hot 100 brachte. Zwar nur viermal tauchte Shelley Fabares in den Hot 100 auf, erreichte aber einen der zwei Nummer-eins-Hits von Colpix (Johnny Angel). Genauso erfolgreich war die Rock-’n’-Roll-Gruppe The Marcels, die neben ihrem Nummer-eins-Hit Blue Moon ebenfalls weitere drei Titel in die Hot 100 brachten. Neben den Marcels kamen nur noch zwei Sänger ohne Schauspielkarriere zu Hot-100-Erfolgen: Freddie Scott (dreimal) und Nina Simone (zweimal) stehen ebenfalls in der Colpix-Erfolgsbilanz.
Neben den Singleproduktionen legte Colpix ein weitgefächertes Langspielplatten-Programm auf. Dazu gehören Alben der erfolgreichen Popmusikern, Soundtracks von Columbia-Filmen (z. B. The War Lover – Wir alle sind verdammt, Lawrence Of Arabia, The Victors – Die Sieger), eine Serie mit Porträts von Klassik-Komponisten (Beethoven, Mozart und Tschaikowski) sowie eine Kinderserie.
1965 erwarb Columbia die New Yorker Plattenfirma Dimension und stellte ein Jahr später den Betrieb von Colpix Records ein. Das im selben Jahr von RCA gegründete Sublabel Colgems übernahm die das Soundtrackprogramm von Colpix.

## Meist produzierte Interpreten
|                    | Singles | LP’s |
| ------------------ | ------- | ---- |
| James Darren       | 26      | 4    |
| The Marcels        | 14      | 1    |
| Nina Simone        | 14      | 10   |
| Paul Petersen      | 13      | 2    |
| Shelley Fabares    | 9       | 2    |
| Stu Phillips       | 9       |      |
| Chad Mitchell Trio | 8       | 2    |
| Jane Morgan        | 6       | 3    |
| Lou Christie       | 5       |      |
| Don Gant           | 5       |      |
| Freddie Scott      | 4       |      |
| Toni Wine          | 4       |      |
| Bernadette Castro  | 3       |      |
| Duane Eddy         | 3       |      |
| David Jones        | 3       |      |
| Bernie Leighton    | 3       |      |
| The Matadors       | 3       |      |
| Sandy Stewart      | 3       | 1    |
| Hal Waters         | 3       |      |

## Singles in den Billboard Hot 100
| veröffentl. | Titel                                     | Interpreten     | Platz |
| ----------- | ----------------------------------------- | --------------- | ----- |
| 04/1959     | Gidget                                    | James Darren    | 41.   |
| 08/1959     | Angel Face                                | James Darren    | 47.   |
| 09/1960     | Nobody Knows You When You're Down and Out | Nina Simone     | 93.   |
| 01/1961     | Trouble in Mind                           | Nina Simone     | 92.   |
| 03/1961     | Blue Moon                                 | The Marcels     | 01.   |
| 05/1961     | Summertime                                | The Marcels     | 78.   |
| 10/1961     | Heartaches                                | The Marcels     | 07.   |
| 10/1961     | Goodbye Cruel World                       | James Darren    | 03.   |
| 02/1962     | Her Royal Majesty                         | James Darren    | 06.   |
| 02/1962     | My Melancholy Baby                        | The Marcels     | 58.   |
| 03/1962     | She Can't Find Her Keys                   | Paul Petersen   | 19.   |
| 03/1962     | Johnny Angel                              | Shelley Fabares | 01.   |
| 06/1962     | Johnny Loves Me                           | Shelley Fabares | 21.   |
| 06/1962     | Mary’s Little Lamb                        | James Darren    | 39.   |
| 06/1962     | Keep Your Love Locked                     | Paul Petersen   | 58.   |
| 08/1962     | Lollipops and Roses                       | Paul Petersen   | 54.   |
| 09/1962     | The Things We Did Last Summer             | Shelley Fabares | 46.   |
| 10/1962     | Hail to the Conquering Hero               | James Darren    | 97.   |
| 11/1962     | My Dad                                    | Paul Petersen   | 06.   |
| 12/1962     | My Coloring Book                          | Sandy Stewart   | 20.   |
| 02/1963     | Pin a Medal on Joey                       | James Darren    | 54.   |
| 03/1963     | Amy                                       | Paul Petersen   | 65.   |
| 04/1963     | Ronnie, Call Me When You Get a Chance     | Shelley Fabares | 72.   |
| 07/1963     | Hey, Girl                                 | Freddie Scott   | 10.   |
| 11/1963     | I Got a Woman                             | Freddie Scott   | 48.   |
| 11/1963     | The Cheer Leader                          | Paul Petersen   | 78.   |
| 03/1964     | Where Does Love Go                        | Freddie Scott   | 82.   |
| 03/1966     | Big Time                                  | Lou Christie    | 95.   |